# Ni Hydrae
Ni Hydrae o Nu Hydrae (ν Hya / HD 93813 / HR 4232) es una estrella en la constelación de Hidra.
De magnitud aparente +3,11, es la cuarta estrella más brillante de su constelación después de Alfard (α Hydrae), γ Hydrae y ζ Hydrae. Su posición sirve para localizar la tenue constelación de Cráter; Alkes (α Crateris) está aproximadamente 3º al sureste de Ni Hydrae.

## Características
Situada a 138 años luz de distancia, Ni Hydrae es una gigante naranja de tipo espectral K0/K1III con una temperatura efectiva de 4375 K. Su luminosidad es 156 veces mayor que la luminosidad solar, emitiendo la mayor parte de su radiación en la región del infrarrojo invisible.
Su velocidad de rotación es igual o superior a 1,8 km/s. 
Siendo su radio 22 veces más grande que el del Sol, completa un giro en 619 días —1,75 años—, si bien este es un límite superior, pues el verdadero valor depende de la inclinación de su eje de rotación respecto a la Tierra.
Ni Hydrae muestra una composición química «subsolar»; la relación entre los contenidos de hierro e hidrógeno es aproximadamente la mitad que en el Sol, tendencia también observada para el carbono y el oxígeno.
Posee una masa entre 2 y 2,5 veces la masa solar y es una estrella estable cuyo helio interno se fusiona en carbono y oxígeno.